# Воробьёв, Андрей Матвеевич
Андрей Матвеевич Воробьёв (9 октября 1918, Переезд (Саратовская область), Саратовская губерния — 1983, Москва) — советский партийный и государственный деятель, председатель Вологодского облисполкома (1962—1965).

## Биография
Андрей Матвеевич Воробьёв родился 9 октября 1918 года в селе Переезд (ныне — в Екатериновском районе Саратовской области). Окончил Саратовский институт механизации сельского хозяйства.
С 16 августа 1941 по 15 июня 1946 года служил в РККА, майор.
В 1946—1947 гг. — старший мастер ремесленного училища, заместитель директора машинно-тракторной станции по политической части.
С 1947 г. — на партийной работе.
В 1962—1965 гг. — председатель Исполнительного комитета Вологодского областного Совета. С 1966 — заместитель председателя Государственного комитета РСФСР по производственно-техническому обеспечению сельского хозяйства. Депутат Совета Союза Верховного Совета СССР 6-го созыва от Вологодской области.